# Екосистеми мора
Екосистем мора представља јединство биоценозе и биотопа. Животна заједница у природи мора заузимати неки простор у коме чланови те заједнице задовољавају своје потребе: крећу се, узимају храну, дишу налазе заклон и заштиту. Тај простор се назива биотоп и њега насељавају припадници одговарајуће биоценозе. Они успостављају врло сложене међусобне односе и такође се повезују са околином у којој живе. Биоценоза и биотоп заједно чине еколошки систем вишег реда — екосистем и 90% дела планете Земље погодног за живот. Различити екосистеми у једној климатској зони групишу се у веће цјелине - биоме. Јединство екосистема почива на интеракцијама живих бића и не\иве околине: земљишта, воде, ваздуха и слично. Екосистеми су веома сложени и динамични системи. За разлику од континената од којих је већина углавном раздвојена огромним воденим пространствима, океани и мора су међусобно повезани и чине једну цјелину. Свјетско море обухвата око 71% Земљине површине. Због неадекватна заштите екосистеми могу бити уништени због климатских промјена.
У морским екосистемима разликују се два типа станишта: морско дно и слободна вода. Њих насељавају различити организми који изграђују животну заједницу морског дна и животну заједницу слободне воде. Животну заједницу морског дна чине организми који могу бити причвршћени за подлогу (бентос) или се могу слободно кретати по морском дну (планктон - лебде у води ношени воденим струјама и нектон — активни пливачи).

## Географски положај мора
Географски положај мора, дубина морске воде и природа морског дна најзначајнији су фактори који одређују састав и структуру морских биоценоза. Тако се разликују животне заједнице:
- тропских, умерених и поларних мора,
- плиме и осеке,
- сталног ударања таласа о обалу,
- плитководних,
- дубинских и најдубљих делова мора.

## Екосистем мора
За разлику од континената, од којих је већина потпуно раздвојена огромним воденим пространствима, океани и мора су међусобно повезани и чине једну јединствену целину - Светско море, које обухвата око 71% Земљине површине.
У односу на дубину морске воде и природу морског дна, који представљају најзначајније факторе који одређују састав и структуру морских биоценоза, разликују се заједнице у зони сталног ударања таласа о обалу, заједнице у зони плиме и осеке, као и заједнице плитких, дубинских и најдубљих делова мора.

## Зона сталног ударања таласа о обалу
Граница између морске и копнене животне средине може бити веома различита. На местима где се из мора одмах издижу мање или веће вертикалне стене морски таласи стално ударају у обалу, отежавајући живот организмима.
Тамо жива бића морају бити прилагођена да повремено живе у условима ваздушне, а повремено у условима водене средине. Стално ударање снажних таласа прети становницима ових станишта да буду одвојени од подлога и однети у дубље делове мора.
Због тога су се жива бића на оваквим стаништима прилагодила да се ефикасно причврсте за стеновиту подлогу, као и на повремену сушу.
У овој зони живе многобројне слузаве модрозелене алге, пужеви литорине, као и ракови витичари и мокрице.

## Зона плиме и осеке
Зона плиме и осеке је станиште на коме владају тешки услови за живот, а основни проблем на овим стаништима је ритмично повлачење морске воде и потпуно исушивање обале, која је у периоду осеке изложена јакој Сунчевој светлост и високој температури.
У време осеке концентрација соли постаје велика због испаравања воде, па је и велика заслањеност проблем који живи организми у овој зони морају да реше.
У ову зону плима редовно доноси свежу морску воду са новим количинама хране у облику планктона, а осека редовно односи у море отпадне материје, јаја и ларве становника обале.
У зони плиме и осеке живе многобројне мрке и зелене алге, морске сасе, пужеви, шкољке и ракови.

## Зона морског дна
Морско дно до дубине од око 50 m је најповољније место за живот. У овој зони има довољно светлости, топлоте, кисеоника, минералних материја и хране за живот свих организама који сачињавају биоценозу мора.
Дејство таласа није тако снажно као на обали, а притисак због малих дубина није тако велики као у најдубљим деловима мора. Морске струје стално мешају воду. Осим тога, разноврсни типови подлоге - камен, песак или муљ - чине морско дно још разноврснијим типом станишта. Због тога је животна заједница морског дна у зони до 50m најбујнија и најразноврснија.
На морском дну живе многобројне врсте алги, малобројне цветнице, сунђери, корали, морске сасе, црви, ракови, пужеви, шкољке, главоношци, бодљокошци и рибе.

## Животна заједница слободне воде
Зона слободне воде, од површине до дубина од око 50 m, представља повољно место за живот. И овде има довољно светлости, топлоте, кисеоника, минералних материја и хране за живот најразличитијих организама.
Због основних проблема у овој животној заједници као су: како не потонути на дно или како се одупрети сталним морским струјама биљке и животиње које чине ову биоценозу развиле најразличитије начине активног и пасивног пливања.
У овој зони живе многобројне једноћелијске и вишећелијске врсте лебдећих планктонских организама. Планктон чине алге, које формирају фитопланктон и животиње, које формирају зоопланктон. У биоценози слободне воде налази се и велики број најразличитијих врста медуза, главоножаца, риба и сисара, који активно пливају.

## Зона дубинских делова мора
Са повећањем дубине мора погоршавају се услови за живот. У великим морским дубинама влада потпуни мрак, температура је веома ниска, у неким деловима чак близу нуле, а притисак висок. Због тога су животне заједнице у најдубљим деловима мора веома сиромашне.
У највећим морским дубинама живе најнеобичнија бића која су током дуге еволуције пронашла решења за опстанак у наизглед немогућим животним условима. Животну заједницу у најдубљим деловима мора чине малобројне брсте бескичмењака, као што су морске сасе, морски црви, ракови и морски краставци, али и најнеобичније врсте риба.